# Puchar Świata w Rugby 7 (2009)
Puchar Świata w Rugby 7 2009 – piąty Puchar Świata, turniej o randze mistrzostw świata w rugby 7 rozgrywana co cztery lata. Turniej zorganizowały Zjednoczone Emiraty Arabskie w dniach od 5 do 7 marca 2009 roku. W męskim turnieju rywalizowały 24 drużyny, natomiast w rozegranych pierwszy raz w historii zawodach żeńskich wzięło udział 16 reprezentacji. Triumfowali Walijczycy i Australijki.
IRB opublikował następnie podsumowanie statystyczno-analityczne zawodów.

## Wybór organizatora
Na początku maja 2006 roku IRB ogłosił, że w kolejnej edycji Pucharu Świata prócz turnieju męskiego odbędzie się po raz pierwszy również żeński, co miało związek ze staraniami włączenia rugby siedmioosobowego w poczet sportów olimpijskich. Wstępne głoszenia związków rugby chętnych do zorganizowania tego turnieju były przyjmowane przez światowy związek do końca tego miesiąca. Na tym etapie żadne szczegóły nie były wymagane, toteż zgłosiło się dziewięć związków: Australia, Holandia, Hongkong, Kenia, Portugalia, Rosja, RPA, USA i Zatoka Perska. Spośród nich siedem potwierdziło swe zainteresowanie do końca września 2006 roku, a pięć – Australia, Holandia, Rosja, USA i Zatoka Perska – przedstawiły oficjalne wnioski w wyznaczonym terminie 30 listopada, każdy z nich miał silne związki z tym sportem, sportowo bądź organizacyjnie.
Rok po rozpoczęciu procesu – na początku maja 2007 roku – IRB wyznaczył w drugiej rundzie głosowania na organizatora tego turnieju Arabian Gulf Rugby Football Union. Zawody zostały zaplanowane w lutym 2009 roku w Dubaju.
|               | Pierwsza runda | Druga runda |
| ------------- | -------------- | ----------- |
| Zatoka Perska | 12             | 14          |
| Australia     | 8              | 10          |
| Rosja         | 2              | –           |
| USA           | 2              | –           |
| Holandia      | 0              | –           |

## Uczestnicy
W turnieju uczestniczyło 16 drużyn żeńskich i 24 męskie. Składy zespołów podano dzień przed zawodami.

### Kwalifikacje
Automatyczny awans do turnieju finałowego uzyskali w przypadku mężczyzn ćwierćfinaliści poprzedniego Pucharu Świata oraz gospodarz zawodów. O pozostałe miejsca w turnieju męskim, jak i wszystkie w zawodach kobiet, odbyły się regionalne turnieje eliminacyjne. Wśród mężczyzn awans uzyskały trzy zespoły z Afryki, po dwa z Ameryki Północnej, Azji oraz Oceanii, pięć z Europy oraz jeden południowoamerykański. Wśród kobiet wolne miejsca zostały podzielone według następującego klucza geograficznego: Europie przydzielono sześć miejsc, Azji przyznano trzy, po dwa przypadły Ameryce Północnej, Oceanii i Afryce, a jedno Ameryce Południowej. W eliminacjach rywalizowało łącznie 87 zespołów męskich i 83 żeńskie.

### Mężczyźni
| [ 14 ] [ 15 ]             | Afryka                       | Ameryka Północna/Karaiby     | Ameryka Południowa | Azja                 | Europa                                            | Oceania                             |
| ------------------------- | ---------------------------- | ---------------------------- | ------------------ | -------------------- | ------------------------------------------------- | ----------------------------------- |
| Automatyczna kwalifikacja | - Południowa Afryka          |                              | - Argentyna        | - Zatoka Perska      | - Anglia - Francja - Szkocja                      | - Australia - Fidżi - Nowa Zelandia |
| Regionalne eliminacje     | - Kenia - Tunezja - Zimbabwe | - Kanada - Stany Zjednoczone | - Urugwaj          | - Hongkong - Japonia | - Gruzja - Irlandia - Portugalia - Walia - Włochy | - Samoa - Tonga                     |

### Kobiety
| [ 14 ]                | Afryka                       | Ameryka Północna/Karaiby     | Ameryka Południowa | Azja                          | Europa                                                     | Oceania                     |
| --------------------- | ---------------------------- | ---------------------------- | ------------------ | ----------------------------- | ---------------------------------------------------------- | --------------------------- |
| Regionalne eliminacje | - Południowa Afryka - Uganda | - Kanada - Stany Zjednoczone | - Brazylia         | - Chiny - Japonia - Tajlandia | - Anglia - Francja - Hiszpania - Holandia - Rosja - Włochy | - Australia - Nowa Zelandia |

## Losowanie grup
Przed losowaniem zespoły zarówno męskie, jak i żeńskie, zostały podzielone na cztery koszyki według ustalonego wcześniej rankingu. Podstawą do rozstawienia dwunastu męskich zespołów była postawa prezentowana w zawodach IRB Sevens World Series w dwóch ostatnich pełnych sezonach (2006/07 i 2007/08) oraz w rozegranych do czasu losowania dwóch turniejach sezonu 2008/09. Dla pozostałej dwunastki oraz żeńskich reprezentacji zostały pod uwagę wyniki osiągnięte w regionalnych turniejach.
| Mężczyźni         | Mężczyźni | Mężczyźni         | Mężczyźni |               | Kobiety           | Kobiety   | Kobiety           | Kobiety |
| Koszyk 1          | Koszyk 2  | Koszyk 3          | Koszyk 4  | Koszyk 1      | Koszyk 2          | Koszyk 3  | Koszyk 4          |         |
| ----------------- | --------- | ----------------- | --------- | ------------- | ----------------- | --------- | ----------------- | ------- |
| Nowa Zelandia     | Walia     | Portugalia        | Włochy    | Anglia        | Japonia           | Rosja     | Stany Zjednoczone |         |
| Fidżi             | Kenia     | Stany Zjednoczone | Japonia   | Australia     | Holandia          | Francja   | Chiny             |         |
| Południowa Afryka | Australia | Kanada            | Gruzja    | Kanada        | Południowa Afryka | Hiszpania | Tajlandia         |         |
| Samoa             | Szkocja   | Tunezja           | Hongkong  | Nowa Zelandia | Brazylia          | Włochy    | Uganda            |         |
| Anglia            | Francja   | Zimbabwe          | Irlandia  |               |                   |           |                   |         |
| Argentyna         | Tonga     | Zatoka Perska     | Urugwaj   |               |                   |           |                   |         |

## Zawody
W sierpniu 2007 roku IRB ustaliła ramy czasowe turnieju – mecze zostały zaplanowane w dniach od 5 do 7 marca 2009 roku. Rezygnacja z lutowego terminu była spowodowana chęcią zapewnienia zawodnikom czasu na odpoczynek, przygotowania i podróż po zaplanowanym na połowę tego miesiąca USA Sevens 2009. Terminarz gier został opublikowany na miesiąc przed rozpoczęciem turnieju.
Zawody zostały rozegrane na mieszczącym ponad czterdzieści tysięcy widzów The Sevens w Dubaju. Organizatorzy spodziewali się przybycia na trybuny około 120 tysięcy widzów, a bilety na poszczególne dni kosztowały odpowiednio 50, 200 i 300 dirhamów, zaś trzydniowa wejściówka 450 AED.
Zawody transmitowane były do ponad 760 milionów osób w stu czterdziestu jeden państwach, a łączna liczba godzin relacji przeprowadzonych przez dwudziestu dziewięciu nadawców w dziewiętnastu językach wyniosła 827. Liczba godzin transmisji na żywo wzrosła w porównaniu do turnieju z 2005 roku z 222 do 379.
Wśród osiemnastu sędziów głównych zawodów po raz pierwszy znalazły się cztery kobiety, panel liczył także szesnastu sędziów bocznych, arbitrzy byli wyznaczani przed każdym dniem.

### Turniej mężczyzn
W wyniku przeprowadzonego 19 stycznia 2009 roku losowania powstało sześć czterozespołowych grup.
| Grupa A       | Grupa B           | Grupa C           | Grupa D    | Grupa E  | Grupa F   |
| ------------- | ----------------- | ----------------- | ---------- | -------- | --------- |
| Nowa Zelandia | Fidżi             | Południowa Afryka | Samoa      | Anglia   | Argentyna |
| Tonga         | Francja           | Szkocja           | Australia  | Kenia    | Walia     |
| Zatoka Perska | Stany Zjednoczone | Kanada            | Portugalia | Tunezja  | Zimbabwe  |
| Włochy        | Gruzja            | Japonia           | Irlandia   | Hongkong | Urugwaj   |

W zawodach triumfowali Walijczycy w finale pokonując Argentyńczyków rewanżując się tym razem za porażkę w fazie grupowej, trofea niższej rangi zdobyły natomiast Szkocja i Zimbabwe. Najwięcej punktów zdobył Szkot Colin Gregor, zaś w klasyfikacji przyłożeń z siedmioma zwyciężyli ex aequo jego rodak Andrew Turnbull i Anglik Tom Varndell.

### Turniej kobiet
W wyniku przeprowadzonego 19 stycznia 2009 roku losowania powstały cztery czterozespołowe grupy.
| Grupa A   | Grupa B           | Grupa C   | Grupa D           |
| --------- | ----------------- | --------- | ----------------- |
| Australia | Anglia            | Kanada    | Nowa Zelandia     |
| Holandia  | Japonia           | Brazylia  | Południowa Afryka |
| Francja   | Rosja             | Hiszpania | Włochy            |
| Chiny     | Stany Zjednoczone | Tajlandia | Uganda            |

W zawodach triumfowały Australijki w finale pokonując Nowozelandki dzięki przyłożeniu Shelly Matcham w dogrywce, trofea niższej rangi zdobyły natomiast Anglia i Chiny. Najwięcej punktów zdobyła przedstawicielka mistrzowskiej drużyny Selica Winiata, zaś jej rodaczka Carla Hohepa z dziewięcioma zwyciężyła w klasyfikacji przyłożeń.